# 塞昔爾錫䲁
塞昔爾錫鳚（学名：Stanulus seychellensis），又名塞舌爾呆鳚、狗鰷，为條鰭魚綱鳚形目鳚科呆鳚屬下的一个种，該物種主要分佈於太平洋和印度洋海域的珊瑚礁中，包括模里西斯、留尼旺、塞席爾群島至土阿莫土群島，北至臺灣蘭嶼，南至澳洲大堡礁，深度1至8公尺，體長可達4公分，棲息在沿岸裸露外礁平臺與臨海礁石的湧浪區域，雌魚產浮游性卵，雄魚會守護卵，幼魚為浮游性，生活習性不明。